# アシナガグモ属
アシナガグモ属 Tetragnatha は、アシナガグモ科に所属するクモの分類群である。細長い足と腹部を持つ。また、成虫では顎が大きく発達する。

## 特徴
全体に縦に細長い中型のクモ。歩脚が前後に細長いだけでなく、腹部も円筒形に細長い。また成体では顎も長く発達する。体色は褐色から灰色で、時に黄色味や緑味を帯びるものもあるが、概して地味なものが多い。
頭胸部はやや縦長で、頭部は幅が狭く、平らで盛り上がらない。眼は前後二列4個ずつの8眼、その眼もほぼ同大で、側眼同士は必ず離れる。
顎は幼生ではそれほど目立たないが、成体では非常に長くなる。顎は頭胸部の幅を超えて左右に張るように伸び、牙に合わせる歯列を持つだけでなく、それ以外の方向に突き出す棘状突起を持つ例が多い。なお、雄では触肢が前に突き出して目立つため、顎を四つ持つように見える。

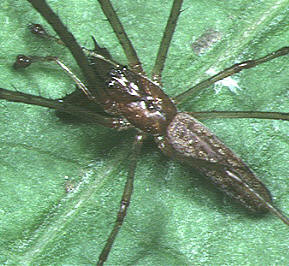
アシナガグモ(オス)の頭胸部

歩脚は細くて長い。特に第一脚は長く前に伸び、第三脚が一番短い。
腹部は細い長楕円形から、前方がやや幅広い円筒形など、いずれにしても幅が狭くて前後に細長い。種によっては後端部の背面側が糸疣を越えて伸びる。また、この属では雌の外性器はほとんど見えない。雄の触肢器官では把持器が発達しない。移精針は指示器に包まれて突き出る。
雄は雌よりやや小型で華奢だが、コガネグモ科のものほどの大きな差はない。ただ、顎の突起については雄の方が派手な例が多い。
アシナガグモの名は、足が長いことに由来する。英名はLong-jawed Orb-web spider、またはLong-jawed Water Orb-web spiderと言われ、これは発達した顎に由来する。

## 習性
円網を張るクモである。網は水平円網で、ほぼ水平か、やや傾いて張られる。その中央の縦糸の集まった部分に穴があるため、無こしき網と言われる。クモは網の中央の下面にぶら下がるように定位する。日中も網を張っている場合もあるが、主に夜間に網を張り、夕方から張り始める例が多い。大きめの種は開けた空間に網を張るが、小柄な種は木の枝先や葉裏などに網を張る。
やや変わった網を張るものも知られている。キヌアシナガグモは樹上性の小型種で、枝の間や葉裏に小さな網を張るが、非常に網の目が粗く、縦糸は5本、横糸は17-31本しかない。さらに幼虫では縦糸が4本しかなく、新海はこれを方形水平円網と呼んでいる。セイロンアシナガグモは木の枝先や草の間に網を張るが、往々にして3本の枝の間に網を張ってその中心を真ん中の網にくっつける。そのため、網は中央の枝によって左右に2分される。クモは中央の枝に沿って止まる。これらの木の枝先に網を張るものでは、網が傾いて張られがちである。

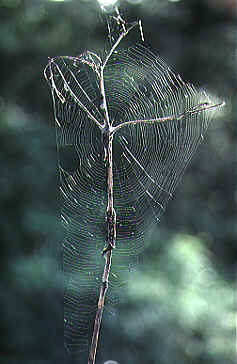
セイロンアシナガグモの網

なお、日本のアシナガグモでは幼虫がジョロウグモの網の枠糸に網を張る例や他のクモの網から餌を盗む例が知られている。ウロコアシナガグモは網を張らずに直接に虫を捕らえる例が知られている。
網を張っていない場合には、枝葉の上、往々にして細い枝や幅の狭い細長い葉の裏などに隠れている。その場合、細長い体の延長になるように、第一・第二脚は前へ、第三は左右に伸ばして基盤を掴み、第四脚は後ろへ伸ばされ、全体に細長い棒状となるので、目につきづらい。
生殖時には、雄成虫は雌の網を訪れ、網の糸を刺激して信号を送る。雌はこれに対して大きな顎を開いて迎える。すると、雄はそれに近寄り、自分の顎を開いて雌のそれと噛み合わせる。すると、顎とそこに生えた棘状突起が丁度噛み合わされるようになっており、互いに噛みつくことができなくなる。交接の行われる十五分ほどの間、この顎は噛み合わされたまま離れない。この状態から雌雄は糸を引いてぶら下がり、腹面を互いに向かい合わせたような姿勢になる。その間に雄は触肢を交互に雌の腹部下面に差し入れて精子を注入する。それが終了すると、雄は糸を引いて地上に降りる。
なお、雌が顎を開いて迎えるのは、攻撃のためでなく、求愛を受け入れる体勢であると見られ、交接を望まない雌は体を震わせて雄を拒否する。
卵嚢は半球形で植物などの基盤の上に貼り付けられた形で作られるのが普通である。

## 分布と生息環境
世界中から知られる。日本では南西諸島で種類が多いが、より北部に分布を持つ例もある。
日本ではアシナガグモとヤサガタアシナガグモが各地でごく普通に見られ、人里でもよく見かける。これらは水辺に多く、小さな水路や渓流周辺などにおいて、その周辺や往々にして水面上に網を張っている。特にヤサガタアシナガグモは水田に多く産する。この属では水辺に生息するものが多く、上記の2種の他にヒカリアシナガグモ、トガリアシナガグモなども同様の環境に見られるし、南西諸島ではオナガアシナガグモなどもこれに加わる。他地域でも水辺に生息する例は数多い。彼らは水面から発生するブヨやユスリカのような繊細な飛翔性昆虫に大きく依存しており、その網はこれらを捕獲するのによく適応しているとの指摘もある。
ただし必ずしも水辺の環境に依存するものでもない。アシナガグモなど上記の種も多くは水辺以外の草地や人家の周辺でも普通に見られる。キヌアシナガグモは小型で森林の樹枝間に生息し、枝の間やは裏に小さな網を張る。同様に小柄なウロコアシナガグモは山地から都市部の街路樹にまで姿を見せる。

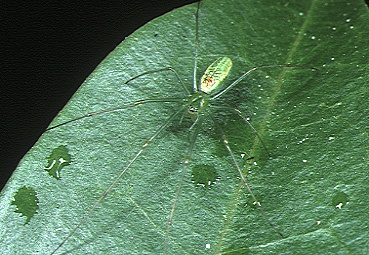
ウロコアシナガグモ(メス)

## ハワイ諸島のアシナガグモ属
ハワイ諸島は太平洋のほぼ中央に位置する海洋島であり、現在は多くの移入種によって攪乱されているが、本来はきわめて特殊な生物相を持っていたことで知られる。クモにおいてもこれは同様であり、世界に100以上存在するクモの科の内で、ハワイにはわずか10科のクモしか存在しなかった。その一つがアシナガグモ科で、しかもアシナガグモ属が大半を占め、未記載種を含めると100種にのぼる。分子系統による分析では、それらは少なくとも2つの系統にわかれ、そのうちの一つは北アメリカのものに由来すると見られる。これらは孤立した環境で適応放散と種分化を繰り返した結果と見られる。その中でトゲアシ群と呼ばれる一連の種は、造網性を失い、徘徊性となっている。名の通りに歩脚に棘が多く、これは獲物を捕獲する際に効果を持つと考えられる。

## 利害
水田に産するものは害虫駆除に役立っていると考えられ、特にヤサガタアシナガグモは水田に多いことから古くから注目されている

## 分類
この属はアゴブトグモ属 Pachygnatha や Glenognatha 属とを含む単系群に対して姉妹群をなすとされている。
世界で300種が記録されており、日本でも21種が確認されている。そのうち、日本本土に産するのは11種で、10種は南西諸島や小笠原からのみ記録されている。日本でしか知られていない種もあるが、多くは更に南方の東南アジアなどにも分布するものである。たとえば日本全土に見られるヤサガタアシナガグモはニューギニアからアフリカにまで分布することが知られ、南西諸島に知られるオナガアシナガグモはアフリカに至る広い分布域を持ち、小笠原から知られるトゲアシナガグモはサモア諸島まで分布する。
逆にハラビロアシナガグモは本州の高地より北に見られ、国外では北半球の温帯域に広く分布する。ミドリアシナガグモも全北区のものである。アシナガグモなどは中国や韓国など、東アジアに分布を持つ。
ただし、種の見分けは難しい。ほとんどの種に目立った斑紋がないこともあって、外見的には互いによく似ているものが多い。しかも、普通のクモ類で判別の決め手となる雌雄の生殖器の構造が単純なので、これも簡単ではない。雄の触肢器の細部の構造と顎の形が重視される。他方、雌では外雌器が発達しないこともあり、ほとんど区別できない例もある。
日本産のものを以下に挙げておく。それ以外についてはこの項を参照のこと。
- Tetragnatha　アシナガグモ属
  - T. caudicula　トガリアシナガグモ
  - T. javana　オナガアシナガグモ
  - T. bituberculata　チヨコアシナガグモ
  - T. ceylonica　セイロンアシナガグオ
  - T. makiharai　リュウキュウアシナガグモ
  - T. boninensis　オガサワラアシナガグモ
  - T. praedonia　アシナガグモ
  - T. shinanoensis　シナノアシナガグモ
  - T. extensa　ハラビロアシナガグモ
  - T. pinicola　ミドリアシナガグモ
  - T. yesoensis　エゾアシナガグモ
  - T. squamata　ウロコアシナガグモ
  - T. vermiformis　シコクアシナガグモ
  - T. laqueata　トゲアシナガグモ
  - T. chauliodes　ヒルギアシナガグモ
  - T. lauta　キヌアシナガグモ
  - T. mandibulata　オオアシナガグモ
  - T. maxillosa　ヤサガタアシナガグモ
  - T. iriomotensis　イリオモテアシナガグモ
  - T. nitens　ヒカリアシナガグモ